# پنج سال (ترانه دیوید بویی)
«پنج سال» (انگلیسی: Five Years) ترانه‌ای است که توسط موسیقی‌دان انگلیسی دیوید بویی نوشته و ضبط شده و در سال ۱۹۷۲ در آلبوم او به نام ظهور و سقوط زیگی استارداست و عنکبوت‌ها از مریخ منتشر شد. این ترانه با همکاری بویی و کن اسکات در نوامبر ۱۹۷۱ در استودیو تریدنت در لندن با گروه پشتیبانش د اسپایدرز فرام مارس—متشکل از میک رانسن، ترور بولدر و میک وودمنزی ضبط شد. این قطعهٔ آغازین آلبوم است و موضوع کلی آلبوم را معرفی می‌کند: یعنی فاجعه آخرالزمانی قریب‌الوقوع که زمین را ظرف پنج سال نابود خواهد کرد و موجودی که آن را نجات خواهد داد، یک ستاره راک بیگانهٔ دوجنسه به نام زیگی استارداست است. در حالی که دو ورس اول از طرف راوی کودک گفته می‌شود، ورس سوم از بویی است که مستقیماً شنونده را مورد خطاب قرار می‌دهد. همان‌طور که قطعه پیش می‌رود، قبل از اینکه با به اوج خود برسد و بویی عنوان ترانه را فریاد بزند، شدت بیشتری پیدا می‌کند.
از زمان انتشار، «پنج سال» مورد تحسین منتقدان موسیقی قرار گرفت و اکثریت آن‌ها از ترانه‌سرایی بویی و ساز درام ترک ساختهٔ وودمنزی تمجید کردند. همچنین از آن زمان به‌عنوان یکی از بهترین ترانه‌های بویی و از سوی برخی به‌عنوان یکی از بهترین قطعه‌های آغازین یک آلبوم در تاریخ محسوب شده‌است. بویی این ترانه را به‌طور مکرر در طول تورهای خود اجرا کرد. این ترانه چندین بار بازسازی شده‌است؛ از جمله در سال ۲۰۱۲ برای سالگرد ۴۰ سالگی آن. این بازسازی بعداً در آلبوم مجموعهٔ پنج سال (۱۹۶۹–۱۹۷۳) در سال ۲۰۱۵ قرار گرفت که عنوان خود آلبوم برگرفته از این ترانه بود.